# Disseny sostenible
El disseny sostenible és la filosofia del disseny que es basa en els principis de sostenibilitat econòmica, social i ecològica. Aquest disseny busca generar noves solucions, no tan sols a partir de la creació d'objectes d'ús quotidià, sinó també a través de serveis, edificis o ciutats i estils de vida. Amb aquesta finalitat, el disseny sostenible es caracteritza per l'ús de materials de baixa intensitat energètica (en referència a l'eficiència dels sistemes de producció), o a la reutilització d'aquests.

## El paper i l'evolució del disseny sostenible
En el disseny sostenible no hi ha fórmules senzilles per a una realitat tan complexa. La problemàtica ambiental implica necessàriament una redefinició i reformulació dels models de diàlegs i de les metodologies existents entre la cultura del projecte i la cultura de l'empresa. Per garantir i fomentar la sostenibilitat no és suficient amb introduir lleis prescriptives o normatives, s'ha de promoure una revisió dels models de producció i de les polítiques de mercat, elements clau que influeixen en l'acció del dissenyador i l'orientació ecològica de l'empresa. El paper del disseny se situa en la capacitat d'apropiar-se d'una lògica interdisciplinària i una visió holística del producte. El dissenyador ha d'actuar no tan sols en la naturalesa del producte i els seus materials, sinó també en la seva dimensió comunicativa, comunicant així la naturalesa ecològica del producte. L'actual marc tecnològic, econòmic, sociocultural i ambiental ha vist modificat el concepte inicial de disseny i de producte. El procés de creació d'un producte comporta ara una complexitat (sistema-producte) que ha de ser atesa conjuntament.

### El sistema-producte
Aquesta complexa realitat implica que el canvi fonamental estigui situat preeminentment en la capacitat d'articular un veritable «sistema», és a dir:
«Construir una lògica de disseny dels productes que integri i incorpori el conjunt de les fases que avui configuren la creació d'un producte, i que han passat a formar el que es pot anomenar sistema-producte.»
S'ha d'entendre el sistema-producte com un conjunt d'atributs, valors i prestacions que caracteritzen i distingeixen a un producte de la resta que ja existeix en el mercat, una sèrie d'elements que configuren l'oferta global del producte i que permeten la interacció amb els consumidors.

## Societat de consum i desenvolupament sostenible
El creixement exponencial de la població, juntament amb l'explotació incontrolada de recursos, posen en evidència la insostenibilitat del model actual de consum. La capacitat de càrrega del planeta és limitada, fet que obliga a reduir l'impacte ambiental associat als productes aplicant criteris de compatibilitat amb els límits actuals, amb un major respecte per l'entorn i, per tant, amb un major benefici social. L'evolució cap a una societat més sostenible està, en certa manera, vinculada a uns productes que tinguin un baix impacte ambiental.

### Problemes ambientals
El creixement desmesurat de la població paral·lel a una explotació incontrolada dels recursos ocasiona greus impactes globals en el medi ambient (efecte hivernacle, capa d'ozó, sobreexplotació de recursos energètics i hidràulics, contaminació transfronterera, etc.) i posa en rellevància la fragilitat i els límits del planeta Terra.
Un indicador de l'impacte del consum de recursos i energia i la producció d'emissió és la petjada ecològica, concepte desenvolupat per W. Rees i definit com «l'àrea de terra i aigua requerida per a sostenir de manera indefinida una població humana amb tot el seu consum material». Les petjades ecològiques d'un ciutadà americà i un europeu són 4,5 i 3,2 (ha/hab.), respectivament. Aquests valors són quasi el triple i el doble del que Rees denomina porció justa de terra (territori ecològicament productiu disponible per habitant de la Terra), que era el 1996 d'1,75 ha.; inclòs el mar.

### Tipus d'impactes ambientals dels productes
L'impacte ambiental és degut a l'explotació incontrolada de recursos i energia i a la generació d'emissions contaminants dels productes actuals amb relació a la capacitat de càrrega limitada del planeta.
Els impactes ambientals poden ser directes, associats al procés de producció, com les emissions contaminants o l'ús excessiu de recursos i energia, i indirectes, com la dificultat de la seva eliminació final. Tots aquests es troben, doncs, associats al cicle de vida del producte.
S'entén per cicle de vida del producte el seu cicle complet, és a dir, tenint en compte totes les diferents etapes de la seva producció: extracció i processament de matèries primeres, disseny del producte, producció, comercialització, transport, utilització i eliminació.
Aquests impactes generen esgotament dels recursos naturals i deficiències en la salut humana i en la qualitat ambiental.
També, segons l'àmbit geogràfic en el que s'indiquen, poden classificar-se com impactes locals, regionals, continentals o globals.

## Accions per reduir els impactes ambientals
Davant aquests problemes ambientals, i graciés a l'augment de la sensibilització i pressió dels ciutadans amb relació a la degradació de l'entorn ambiental, s'observa, a poc a poc, un augment d'accions destinades a millorar la protecció del medi ambient en els països més desenvolupats, sobretot en les àrees de tractament i final de procés i, més recentment, en les estratègies de reciclatge i reutilització. Les organitzacions més sensibilitzades a la degradació de l'entorn i els impactes sobre l'ésser humà comencen a treballar en la millora ambiental en les diferents etapes de fabricació d'uns productes. En aquest aspecte hi participen tots els sectors implicats en el seu cicle: dissenyadors, industrials, polítics i consumidors.

### Accions globals més recents
A principis de la dècada dels noranta apareixen en Europa nous enfocaments en l'àmbit del disseny de productes amb criteris ambientals, que s'han anat materialitzant gràcies a una major sensibilització ambiental per part dels consumidors i gràcies al desenvolupament d'un marc legal ambiental més estricte (més de 200 directives, entre les quals destaquen les relacionades amb l'ecoetiqueta europea i les avaluacions mediambientals estratègiques, les EMAS).

### Accions específiques
En l'actualitat, es podria anomenar a la majoria de productes que existeixen en el mercat com productes aïllats en relació amb el seu entorn, ja que el seu impacte ambiental global no es té en compte en dissenyar-los. Un altre grup important són els productes amb maquillatge ambiental, que engloben aquells als que s'ha incorporat algunes millores ambientals amb un objectiu de màrqueting. Per acabar, una petita minoria, que són els denominats, eco-productes. Aquests són els que en la seva etapa de disseny o redisseny s'hi han incorporat accions per minimitzar l'impacte ambiental que es genera en el seu cicle de vida.

## Procés cap a un disseny sostenible (estratègies)
Hi ha diferents estadis d'actuació per reduir l'impacte dels productes, des d'estratègies aïllades com el tractament de les emissions en el procés de fabricació d'un producte, fins a estratègies globals com el disseny sostenible, que persegueix una integració en el sistema-producte, els aspectes ambientals, social i econòmics.

### Tractament
El primer estadi d'estratègia que apliquen les empreses per reduir els impactes dels productes se centra en la incorporació de tècniques ambientals de tractament de les emissions en els processos de producció. Per exemple: la instal·lació de depuradores per tractar les aigües residuals, els filtres per reduir les emissions d'òxids de sofre, partícules o altres gasos contaminants o el tractament dels residus sòlids en la fàbrica o bé en instal·lacions externes.

### Reciclatge i reutilització
Un segon estadi preventiu d'estratègies de millora ambiental portades a terme per les empreses, són el reciclatge i la reutilització interna i externa dels residus, els denominats subproductes. En són exemples les bosses de subproductes creades per les cambres de comerç per afavorir la incorporació, en els cicles productius de determinades empreses, de residus procedents d'altres empreses i ser utilitzats com a materials bàsics.

### Producció neta
El tercer estadi és la producció neta, que consisteix a prevenir els impactes ambientals de l'etapa de producció. La definició de producció neta segons el programa de les Nacions Unides per al Medi Ambient (PNUMA) és “l'aplicació continuada d'una estratègia de prevenció ambiental als processos, amb l'objectiu de reduir els riscos per als éssers humans i per al medi ambient”.
Segons el Centre d'Iniciatives de la Producció Neta (CIPN) de la Generalitat de Catalunya, la forma d'aconseguir-ho és “aplicar les millors tecnologies disponibles, utilitzar les matèries primeres menys impactants i millorar la gestió de processos de producció amb criteris ambientals”. La utilització de la millor tecnologia disponible permet reduir els impactes ambientals en l'entorn de l'activitat industrial i els riscos sobre les condicions de seguretat i higiene per als treballadors.
La producció neta és un estadi inicial en el camí de l'ecodisseny, ja que centra les seves millores en una de les etapes del cicle de vida del producte. Els resultats de les primeres actuacions en el camp de producció neta en la majoria de les empreses indiquen normalment un retorn ràpid de les inversions realitzades, gràcies a la disminució dels costos de tractament i pel consum de recursos.

## Disciplines del disseny sostenible

### Arquitectura sostenible
L'arquitectura sostenible, és un nou model de concebre el disseny arquitectònic de manera sostenible, que busca optimitzar els recursos naturals i els sistemes d'edificació per tal de, minimitzar l'impacte ambiental dels edificis sobre el medi ambient i els seus habitants. Es tenen en compte entre altres aspectes les condicions climàtiques, la hidrografia i els ecosistemes de l'entorn on es construeixen els edificis. També es tenen en compte l'edificació i la moderació en l'ús de materials de construcció, prioritzant els d'un baix contingut energètic per tal de reduir el consum d'energia.

### Agricultura ecològica
L'agricultura ecològica, o orgànica, és un sistema per cultivar una explotació agrícola autònoma, basada en la utilització òptima dels recursos naturals, sense tractar amb productes químics de síntesi o organismes genèticament modificats, obtenint així aliments ecològics, a la vegada que es conserva la fertilitat de la terra i es respecta el medi ambient.

### Ecoproductes
Finalment existeixen els ecoproductes o productes ecològics, que són aquells productes que respecten el medi ambient en tot el seu procés de producció. Poden ser de diferents tipus o qualitats, des de plàstics que són biodegradables, com paper reciclat, aerosols que no són perjudicials per a la capa d'ozó o inclús teixits orgànics i naturals.